# 霍氏半鱨
霍氏半鱨，為輻鰭魚綱鯰形目鱨科的其中一種，為熱帶淡水魚類，分布於亞洲印尼蘇門答臘、婆羅洲、爪哇島及馬來半島淡水、半鹹水流域，體長可達35公分，棲息在底層水域，生活習性不明。

## 扩展阅读
維基物種上的相關：霍氏半鱨